# Castelletto del Principe d'Aci
Il castelletto del principe d'Aci è un edificio nobiliare di Palermo in stile neogotico situato all'esterno dei quattro mandamenti.
L'edificio venne costruito nel 1797 in una zona esterna alla città all'interno di una grossa azienda agricola su volontà di Giuseppe Reggio principe d'Aci. Inizialmente venne destinato a laboratorio per ricerche e sperimentazioni agricole. Nella proprietà era inoltre inclusa una riserva di caccia. Nel 1820 il principe venne ucciso durante i moti rivoluzionari, l'edificio venne vandalizzato e si perse un sarcofago ellenistico custodito all'interno. L'edificio venne ricostruito tra il 1841 ed il 1857 da Gerolamo Lupo seguendo uno stile neogotico con finestre ad archi a sesto acuto, cime merlate e torrette appuntite. Al momento il castelletto, parzialmente demolito, è abbandonato.